# スービック経済特別区
スービック経済特別区（スービックけいざいとくべつく, Subic Bay Freeport Zone）は、フィリピンのルソン島サンバレス州にある。1991年にアメリカ海軍のスービック海軍基地が返還された後、経済特別区と指定され、大統領直轄のスービック湾都市開発庁（SBMA）の管轄下に置かれている。 自由貿易港（フリーポート）をはじめ、スービック・ベイ国際空港、ホテル、ゴルフ場、ショッピングセンター、免税店、病院などがある。